# Quốc lộ 50 (Ba Lan)

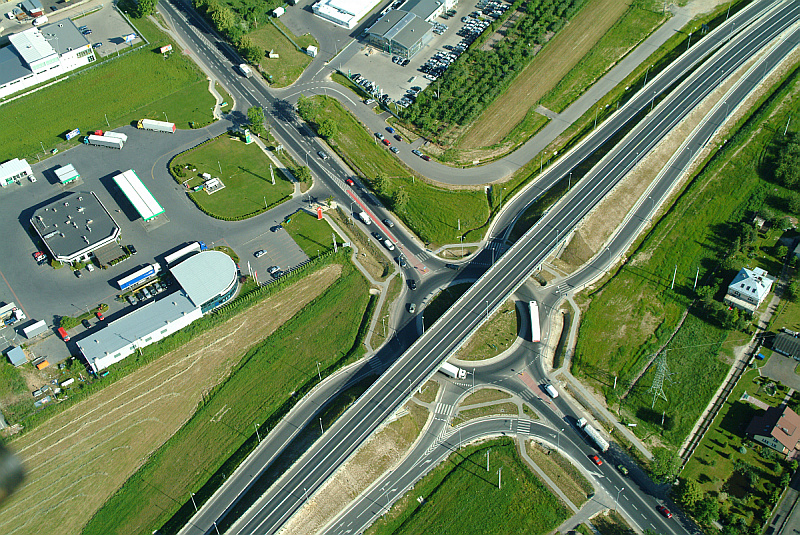
Quốc lộ 50 ở Stojadła, gần Mińsk Mazowiecki

Quốc lộ 50 (tiếng Ba Lan: Droga krajowa nr 50) là một tuyến đường thuộc mạng lưới đường bộ quốc gia Ba Lan. Đường cao tốc tạo thành một phần của đường tránh khu vực đô thị Warsaw, chạy từ trung tâm Warsaw với chiều dài là từ 29 đến 84 km. Tuyến đường có hai cây cầu bắc qua Vistula, một ở Wyszogród và một ở Góra Kalwaria.
Do lưu lượng giao thông lớn (đường được sử dụng làm đường vòng cho xe tải do hạn chế ở Warsaw), đường cao tốc đã được xây dựng lại hoàn toàn và có một vài đường tránh dọc theo các thị trấn lớn và nhỏ hơn.

## Các thành phố và thị trấn lớn dọc theo tuyến đường
- Ciechanów (đường 60)
- Płońsk (đường cao tốc S7, đường 10) - đường tránh
- Wyszogród (đường 62)
- Sochaczew (đường 92) - đường tránh
- Żyrardów - bỏ qua
- Mszczonów (đường cao tốc S8)
- Grójec (đường cao tốc S7)
- Góra Kalwaria (đường 79) - đường tránh đang được xây dựng [1]
- Kołbiel (đường 17) - đường tránh theo kế hoạch [2]
- Stojadła (đường 92) - đường tránh
- Mińsk Mazowiecki (đường cao tốc A2) - đường tránh
- Łochów (đường 62)
- Ostrów Mazowiecka (đường cao tốc S8)

## Giới hạn tải trọng
Quốc lộ 50 có giới hạn tải trọng như sau : 
| Biển báo đường | Tải trọng trục cho phép | Đoạn                                                                                           |
| -------------- | ----------------------- | ---------------------------------------------------------------------------------------------- |
|                | lên đến 10 tấn          | Mińsk Mazowiecki DK2 (ngã ba „Mińsk Mazowiecki) - ochów - Ostrów Mazowiecka DK8 (ngã ba „Brok) |
|                | lên đến 8 tấn           | Ciechanów DK 60 - Płońsk DK7 (ngã ba „Ciechanów))                                              |

Giữa Płońsk và Mińsk Mazowiecki, giới hạn tải trọng cho phép lên tới 11,5 tấn, đây là giới hạn tiêu chuẩn trên đường quốc gia Ba Lan.